# Enfant à clé
 (février 2018).
- Si vous ne connaissez pas le sujet, laissez ce bandeau (vous pouvez alors contacter les auteurs).
- Si vous supprimez le contenu mis en cause (vous pouvez préalablement contacter les auteurs),

argumentez précisément cette suppression dans la page de discussion
(un manque de référence n'est pas un argument ; une recherche réelle de référence doit avoir été effectuée, être formellement documentée).
 (février 2018).

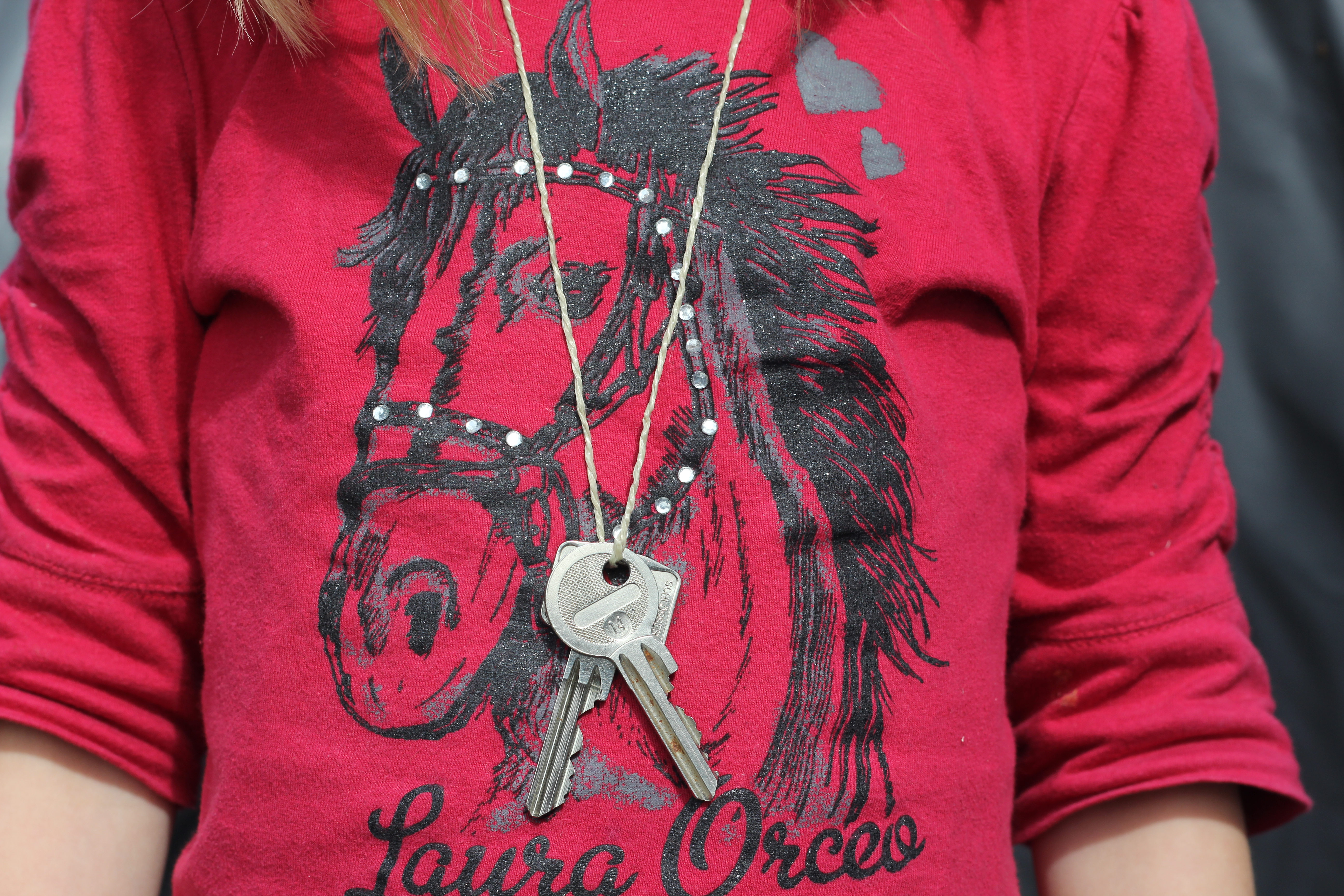
Enfant à clé

Un enfant à clé (en anglais latchkey kid), est un écolier dont les parents travaillent et qui porte la clé de son domicile sur lui, pour pouvoir rentrer à la maison après la classe. Plus généralement, il s’agit d’un enfant laissé seul à la maison, sans surveillance parentale.

## Origine
L’expression anglaise vient de l’image fréquente d’un enfant avec une clé accrochée autour du cou. Le terme serait né d'un documentaire de la NBC en 1944, en raison du grand nombre d'enfants laissés seuls à la maison. Ce phénomène devient courant lors de la Seconde Guerre mondiale, lorsque l'un des parents s'engageait dans les forces armées pour que l'autre puisse trouver un emploi.

## Recommandation
La psychologue pour enfants Florence Millot recommande de faire « un état des lieux en observant son enfant », avant de le laisser régulièrement seul à la maison. Il doit être capable de reconnaître un danger et d'aller chercher de l'aide auprès d'un adulte, ce qui est rarement le cas avant 8 ou 9 ans.